# Crni Cerak
Crni Cerak srpska je glazbena skupina koja izvodi trap. Osnovana je 2021. godine. Naziv je dobila po dijelu grada Beograda u kojemu žive članovi skupine – Cerak.

## Članovi
- Relja Despotović – Seksi
- Đorđe Bibić – Biba
- Miljan Rogošić – Ourmoney
- Andrija Đorđević – Bandra